# خدانگهدار عمو تام
خدانگهدار عمو تام (ایتالیایی: Addio Zio Tom) یک فیلم مستند درام ایتالیایی به کارگردانی گوالتیرو یاکوپتی و فرانکو پروسپری است که در سال ۱۹۷۱ منتشر شد. این فیلم بر اساس وقایع واقعی ساخته شده‌است که طی آن، فیلم‌سازان مکاشفه‌ای را در آمریکای پیش از جنگ‌های داخلی انجام داده و با استفاده از از مدارک تاریخی واقعی، جزئیاتی مشروح و گویا دربارهٔ برده‌داری در ایالات متحده آمریکا، تفکر نژادپرستی و شرایط تحقیرآمیز آفریقائیان در آمریکا را به‌تصور می‌کشند. چون در این این فیلم از موارد و مدارک منتشرشده استفاده شده، فیلمسازان آنرا در ژانر مستند قراتر داده‌اند؛ اماآنچه در فیلم دیده می‌شود، صحنه‌های بازسازی‌شده توسط بازیگران غیرحرفه‌ای است.